# 洛杉矶湖人
洛杉磯湖人（縮寫：LAL）是一支位於美國加利福尼亞州洛杉磯的職業籃球隊，隸屬於NBA西區太平洋組，主場為加密貨幣網體育館。球隊前身為「明尼阿波利斯湖人」（Minneapolis Lakers）。至今共奪得17次總冠軍，僅次於波士顿凯尔特人，位列NBA第二。

## 歷史

### NBL時代與NBA早期（1946–1979）
底特律寶石（Detroit Gems）是一支成立於1946年的國家籃球聯盟（NBL）球隊，在1947年解散。球隊解散的這一年，Ben Berger和Morris Chalfen以15000美元向球隊老闆買下該隊的經營權，並將球隊主場遷至明尼蘇達州明尼阿波利斯，而明尼蘇達被稱作「萬湖之州」，所以將隊名命名為明尼阿波利斯湖人（Minneapolis Lakers），隸屬於國家籃球聯盟（NBL），而此隊即為洛杉磯湖人（LAL）的前身。
由於寶石隊是前一賽季中成績最差的球隊，因此繼承的湖人隊獲得第一名選秀權。球隊成功地選入優秀的中鋒喬治·麥肯（George Mikan），為之後1950年代的第一代湖人王朝奠下基礎。約翰·庫達爾擔任了球隊的首任總教練，在喬治·麥肯、約翰·庫達爾和一名前明尼蘇達大學籃球隊球員的帶領下，湖人隊順利地在首個賽季就贏得1948年NBL總冠軍。
1948年，湖人隊從國家籃球聯盟轉到美國籃球協會（BAA），經由喬治·麥肯的帶領，在六年內贏得了五次聯盟總冠軍，包含了1949年BAA總冠軍和四次NBA總冠軍。
1949年，美國籃球協會（BAA）與國家籃球聯盟（NBL）合併為現今的美國國家籃球協會（NBA）。
1950年代中後期，在喬治·麥肯退休後，球隊陷入低潮，戰績下滑，經營日漸慘淡。喬治·麥肯在現今被譽為NBA史上的第一位超級球星。
1960年，球隊遷至洛杉磯，雖然搬離了萬湖之州，但仍保留了湖人之名，隊名更名為現今的洛杉磯湖人（Los Angeles Lakers）。

### 张伯伦时代（1968–1973）

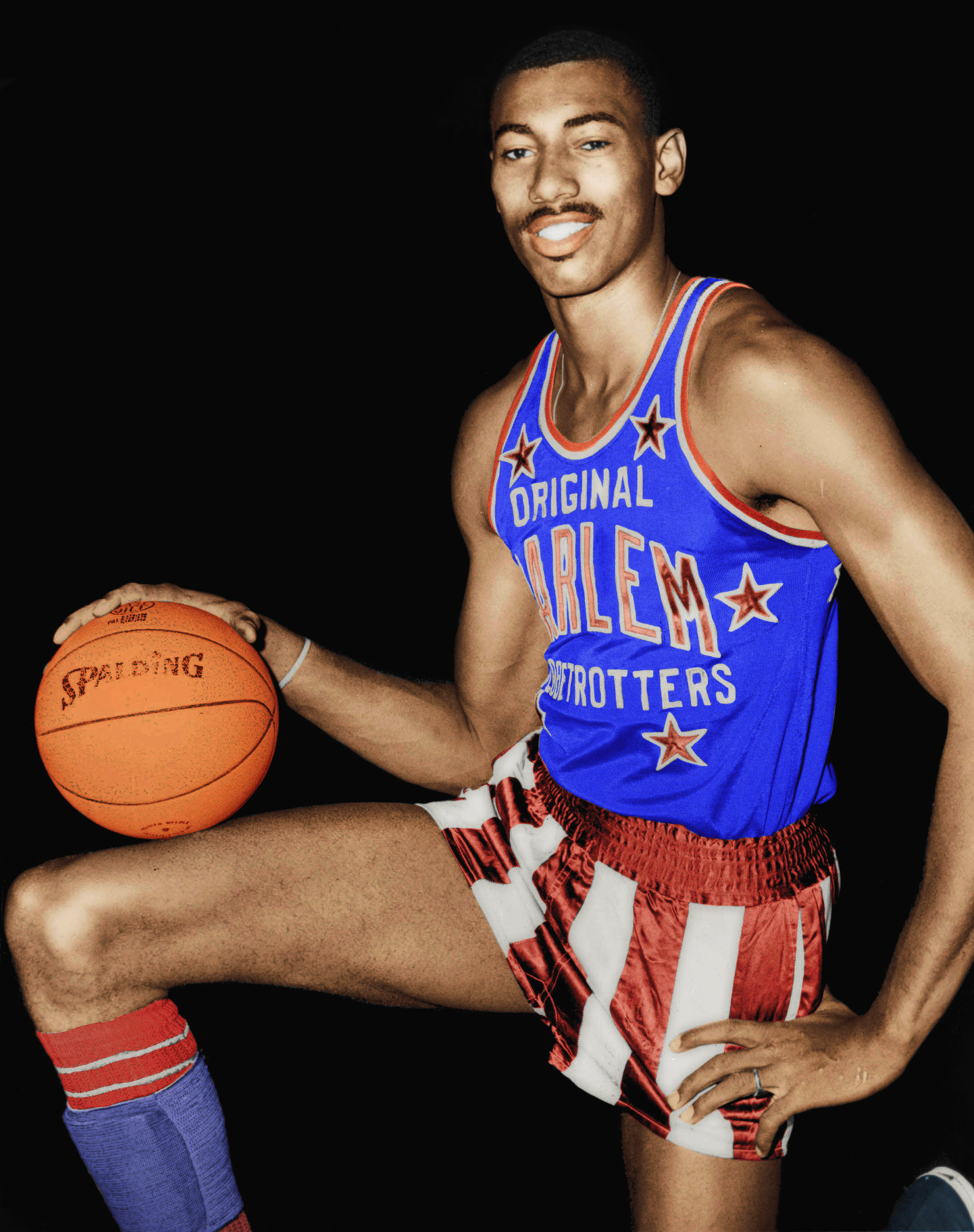
威爾特·張伯倫，1971–72洛杉矶湖人隊被認為是NBA歷史上強大的球隊之一

1968年7月9日，洛杉矶湖人以達拉爾·伊姆霍夫、阿奇·克拉克和傑里·錢伯斯從費城76人隊換來威尔特·张伯伦。張伯倫在第一個賽季創造球隊紀錄，每場比賽21.1個籃板。傑瑞·威斯特，艾爾金·貝勒，張伯倫平均每場比賽可得20分，洛杉磯湖人贏得分區首位。湖人和波士頓塞爾提克隊於總決賽再次相遇，洛杉磯有主場優勢。第一場比賽傑瑞·威斯特獲得53分，洛杉矶湖人獲勝，並曾以3-2領先。波士頓塞爾提克隊在第七場比賽獲勝，贏得他們第11次NBA總冠軍。傑瑞·威斯特為有史以來第一個落敗球隊獲得總決賽MVP。在1970年，傑瑞·威斯特贏得第一個得分王頭銜（31.2分），洛杉矶湖人回到總決賽，他們沒面對波士頓塞爾提克，而是纽约尼克斯。下個賽季，洛杉矶湖人在西部分區系列被密爾沃基公鹿隊擊敗。
1971-72賽季，洛杉矶湖人有一些變化。老闆傑克·肯特庫克聘雇比爾·沙曼為主教練，艾爾金·貝勒意識到他的腿不夠健康後，在本賽季初宣布退役。沙曼增加球隊的紀律，提升投籃訓練。洛杉矶湖人贏得33連勝，也是美國職業體育的紀錄保持人。那個賽季，湖人贏69場比賽，紀錄保持24年之久，直到芝加哥公牛隊（1995-96）贏得72場比賽之後。張伯倫場均14.8分，但是籃板19.2個。傑瑞·威斯特每場比賽9.7次助攻領先全聯盟，場均超過25分，被評為1972年NBA全明星賽最有價值球員。洛杉矶湖人全年只有一次未能得分超過100分，在賽季結束後，比爾·沙曼被評為年度最佳教練。洛杉矶湖人決賽對纽约尼克斯，並以4-1擊敗該隊。張伯倫贏得NBA總決賽最有價值球員獎。张伯伦帮洛杉矶湖人队拿到第一个冠军。
1972-73年賽季，湖人隊贏得60場比賽，取得太平洋區冠軍。這是張伯倫生涯最後一個賽季，再次獲得籃板王，投籃命中率為72.7％。洛杉矶湖人在半決賽第七場擊敗了芝加哥公牛隊。洛杉矶湖人於1973年NBA總決賽以1-4不敵纽约尼克斯。

### 魔術師時代（1979–1991）
在1979年NBA選秀大會上，湖人以狀元籤選走控球後衛魔術強森，與「天勾」卡里姆·阿布都·賈霸和詹姆斯·沃西、拜伦·斯科特等隊友，建立了湖人隊80年代的showtime王朝。當時，魔術強森第一年就成功為湖人拿下總冠軍且成為最年輕的NBA總決賽最有價值球員，之後也繼續帶領紫金軍團8度叩關總冠軍賽，5度成為NBA總冠軍，與大鳥伯德號稱「黑白雙煞」。

### 科比·布萊恩與俠客·歐尼爾時期（1996–2004）
在1995至1996NBA休賽期，俠客·歐尼爾離開奥蘭多魔術，與湖人簽下一張7年1.2億美元的合約，正式加盟湖人。歐尼爾在1996-1997NBA賽季因受傷影響了表現，表現一般。
在1997-98NBA賽季，兩個1996年選秀會夏洛特黃蜂以第十三順位選進了科比·布萊恩，隨後被交易到洛杉磯湖人，開啟了黑曼巴科比·布萊恩的生涯序章。
重要球員德瑞克·費雪和羅伯特·歐瑞來到湖人，增強了球隊的進攻力量。在這個NBA賽季，湖人取得61場勝利，但是湖人在西部決賽被猶他爵士直落4橫掃出局。
1998-99年球季，湖人得到前公牛球員有著美譽“籃板王”的丹尼斯·羅德曼加盟，球隊亦取得31勝19負的成績（該球季因封館而減少至50場），進入季後賽。科比正式成為球隊先發後衛並打滿整季50場比賽（当年因劳资纠纷而將常规賽缩减至50场），共取得了场均19.9分、5.3个篮板、3.8次助攻和1.4个抄截的成绩，首次入選NBA年度第三隊。儘管在西岸第一輪以3:1擊敗休士頓火箭，但第二輪卻遭聖安東尼奧馬刺直落4橫掃。

##### 三連霸（1999–2002）
1999-2000年球季，湖人得到前公牛教練菲尔·杰克逊加盟，迅速令球隊表現回勇，以67勝15負的成績成為西岸第一，並闖入季後賽。該年亦是歐尼爾生涯最佳的表現，取得29.7分、13.6籃板。該季季後賽，洛杉磯湖人先後擊敗沙加緬度國王、鳳凰城太陽及波特蘭拓荒者，取得西岸冠軍。其中對上拓荒者，一共激戰7場，並且在第7場最後一節以落後15分的情況下反敗為勝，成為NBA季後賽史上經典的一役。最後在總冠軍賽中，以4:2擊敗了印第安那溜馬，取得自1988年以後的第一個總冠軍。歐尼爾也取得生涯首座總冠軍賽MVP。
2000-01年賽季，湖人招揽前公牛王朝重要成员之一的霍雷斯·格蘭特，湖人的三角进攻更显威力。这年的科比和歐尼爾不論是進攻或防守的數據在聯盟內都名列前茅，而湖人以西部最佳成绩进入季后赛。湖人於总决赛對上艾倫·艾佛森帶領的东部冠军费城76人，湖人先輸掉第1戰，接著拉出一波4連勝而得以卫冕成功。
2001-02年賽季，科比和歐尼爾把湖人再一次的帶進NBA季後賽。湖人先是擊退波特蘭拓荒者和聖安東尼奧馬刺隊，然後再以4:3擊退強敵沙加緬度國王。在總決賽中，湖人以直落4橫掃紐澤西籃網，成功完成三连霸，歐尼爾連續三年取後總冠軍賽MVP。

##### OK連線解體（2002-2004）
2002-03年球季，歐尼爾因拒絕在夏季進行其治療腳趾的手術，以致該季只能上陣67場比賽，湖人只取得50勝32負的成績，儘管其隊友科比·布莱恩特取得當時職業生涯最佳、平均每場30分的成績，但亦難以逃出西岸第二輪被馬刺隊擊敗的厄運。球隊後來以霍里為代罪羔羊，以保存歐尼爾的面子，但亦加深了他與科比之間的不和。
2003-04年球季，湖人得到卡尔·马龙及加里·佩顿的加盟，組成號稱全聯盟最強的夢幻陣容，再次殺入總決賽。然而，出乎所有人的意料之外，在總冠軍賽上馬龍的受傷和柯比的糟糕表現使歐尼爾功虧一簣，湖人因此以1:4不敵底特律活塞。湖人的黃金陣容亦於賽後宣告崩解。同年，歐尼爾由於與球會高層的續約問題談不攏，加上球隊不再與杰克逊教練續約、與科比的不和白熱化等等問題，最後被球會交易至邁阿密熱火，換來拉玛尔·奥多姆、布莱恩·格兰特及卡龙·巴特勒。湖人隊的「OK連線」正式結束。

### 科比·布萊恩時期（2004–2016）

##### 重返冠軍行列（2007–2011）
2007-08賽季，湖人重新獲得德里克·费舍尔。1月中，安德鲁·拜纳姆因傷賽季報銷，此前為聯盟投籃命中率王，當時球隊戰績為25勝11敗。2月初，湖人透過交易獲得來自曼非斯灰熊的保羅·加索爾，也為奪冠打下了基石。
最終湖人以例行赛57勝25敗獲得西區第一種子。柯比·布萊恩得到職業生涯中第一個NBA最有價值球員獎，成為2000年俠客·歐尼爾後湖人第一人。季後賽中，湖人先後以4比0、4比2、4比1擊敗丹佛金塊、猶他爵士和衛冕軍聖安東尼奥馬刺，自2004年後再次闖進總決賽。可惜最终以2比4不敵波士顿塞爾提克。
2008-09赛季，湖人以例行赛65勝17敗取得西区第一、全联盟第二的战绩，挺進季後賽。湖人以五場、七場和六場打敗猶他爵士、休士頓火箭和丹佛金塊，贏得西區總冠軍。總決賽以4比1击败奥蘭多魔術。柯比·布萊恩獲得生涯首座FMVP。

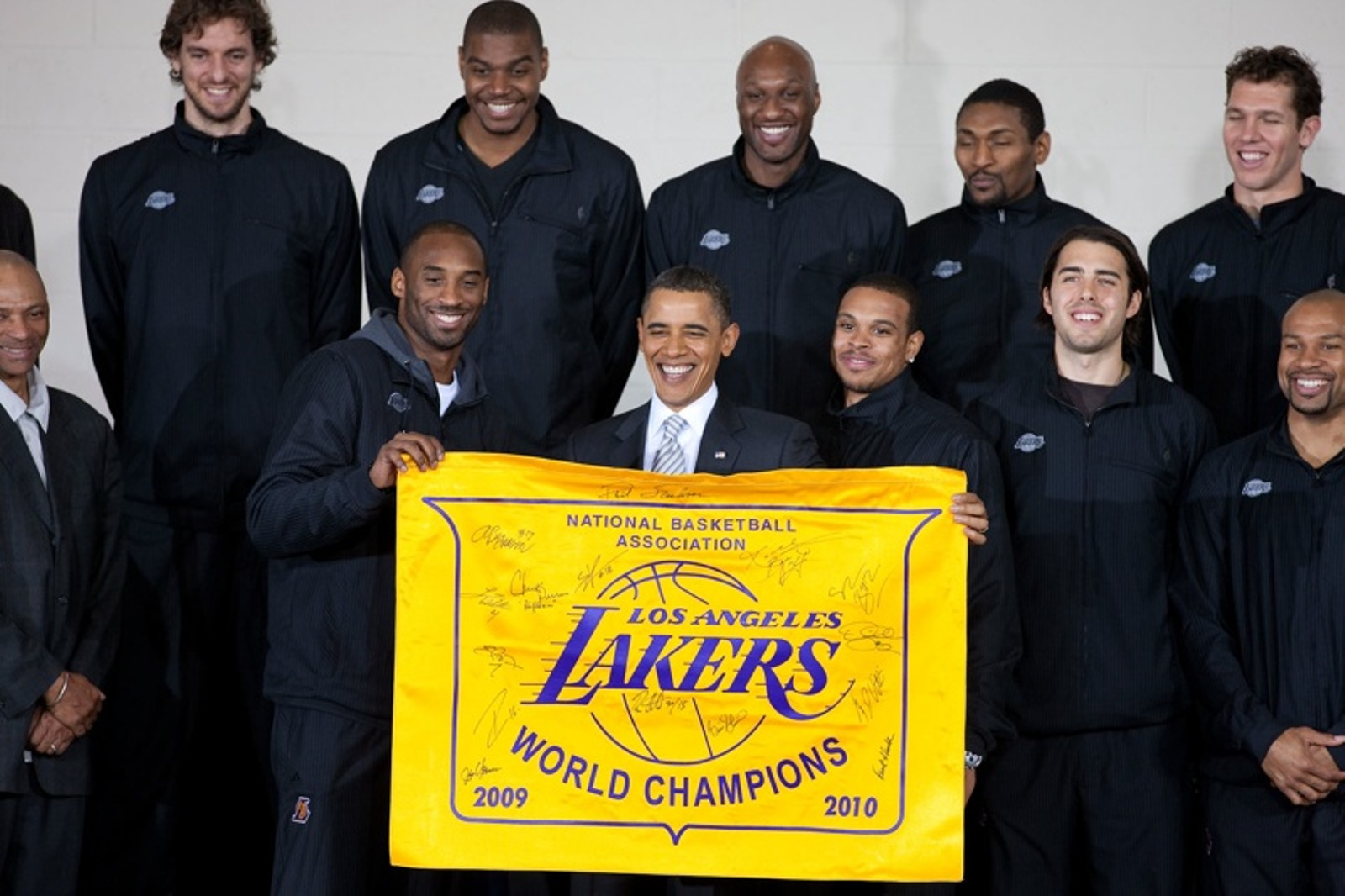
當時美國總統歐巴馬在白宮接見2010年NBA冠軍洛杉磯湖人

湖人簽下世界和平先生填補崔佛·亞瑞查的先發空缺。2009-10赛季，湖人在例行赛連莊西区第一，完成西部冠軍3連霸。
2010年1月13日，以100比95打敗達拉斯獨行俠，湖人成為NBA歷史第一支球隊達到3,000勝。湖人在季後賽打敗奧克拉荷馬城雷霆、猶他爵士和鳳凰城太阳。總決賽對上第12次的對手波士頓塞爾提克，在塞爾特人主場取得天王山之戰下仍成功獲得隊史第16座以及遷至洛杉磯後的第11座NBA冠軍。科比·布萊恩第七戰的表現為24投6中。
2010-11赛季，菲尔·杰克逊重新回到湖人。連4年稱霸太平洋組，以西區例行賽第2種子晉級季後賽。第一輪擊敗紐奧良鵜鶘。但挑戰三連霸的旅程遭達拉斯獨行俠以直落4橫掃。球季結束後，禪師傑克森告別紫金軍團。

##### 後禪師時代（2011–2016）
2011年5月25日，禪師退休後，聘請前任克里夫兰骑士總教練迈克·布朗為新任總教練。縮水2011–12赛季開始前，拉马尔·奥多姆請求被交易，湖人將他交易至達拉斯獨行俠。2012年3月15日，湖人把德里克·费舍尔與一支首輪籤交易至休斯敦火箭，換回乔丹·希尔。以41勝25敗，西區第三種子打進2012年NBA季後賽，首輪打滿7場才打敗丹佛掘金，但在第二輪以1比4不敵俄克拉何马城雷霆。
2012年7月4日，菲尼克斯太阳球員史蒂夫·拿許同意先簽後交易作法，將他送至湖人，太陽得到2013年和2015年首輪籤、2013年和2014年第二輪籤，和現金300萬美元。7月11日，交易暫停解除日的第一天，該筆交易完成。8月10日，湖人透過四方交易，交易掉安德鲁·拜纳姆並獲得迪韋特·侯活。11月9日，迈克·布朗因2012–13赛季以1勝4敗開局而遭到開除。助理教練伯尼·比克斯达夫頂替擔任臨時總教練，期間戰績為5勝5敗。11月12日，湖人聘請迈克·德安东尼為新任總教練。2013年2月18日，湖人擁有者死於癌症，享壽80歲。球場上，德安东尼於剩餘場次執教成績為40勝32敗，以45勝37敗結束賽季，為自2007年後最糟的戰績。4月11日，正規賽最後一場打敗火箭，以西區第七名挺進季後賽。傷病困擾湖人整個賽季，尤其是科比·布莱恩因阿基里斯腱斷裂只打了78場。2013年NBA季後賽首輪便被馬刺橫掃出局。但是，科比·布莱恩還是在3月30日對上國王時，超越威尔特·张伯伦成為NBA總得分榜第四名。
12月8日，為科比·布莱恩因跟腱斷裂後復出的第一場出賽。12月17日，科比膝蓋受傷，剩餘場次皆未上場過。2014年3月25日，對上尼克時，湖人第三節攻下51分，為隊史單節得分紀錄。湖人至2005年來，第一次錯過季後賽，但僅是過去20年來第二次、隊史第六次。4月30日，例行賽戰績為27勝55敗，德安东尼辭職總教練。
7月25日，湖人宣布前湖人球員拜伦·斯科特為新任總教練。斯科特總計為此職位面試了三次。7月28日，斯科特簽下一份多年合約。
2014–15赛季第一場比賽，2014年NBA選秀第7順位朱利葉斯·蘭德爾因小腿受傷赛季报销。科比·布莱恩打了35場，便因肩膀受傷而結束賽季。尼克·杨因膝蓋受傷賽季报销，此時球隊戰績為14勝41敗。正規賽剩餘27場比賽，斯科特給予2014年NBA選秀第46順位喬丹·克拉克森更多上場時間。喬丹·克拉克森的菜鳥年成績為11.9分、3.2籃板、3.5助攻和投籃命中率44.8%。湖人以例行賽21勝61敗結束賽季，為聯盟倒數第四以及隊史最差戰績。
2015–16赛季，湖人在2015年NBA选秀取得第二順位，選擇來自俄亥俄州立大学的德安傑洛·羅蘇。
11月30日，科比·布莱恩特宣布賽季結束後高掛球鞋。他的最後一個賽季出賽66場，平均17.6分，3.7籃板，2.8次助攻，湖人以例行賽17勝65敗戰績，連續三年錯過季後賽，並為隊史最差戰績。

### 後科比·布萊恩時期（2016–2018）

##### 2016–2018：重建期
2016年4月24日，宣布不啟動史考特接下來數年合約的球隊選擇。4月29日，宣布由前湖人球員卢克·沃尔顿接任總教練。湖人在2016年NBA选秀取得第二順位，選擇來自杜克大學的班頓·恩格林。
2017年2月21日，新任老闆珍妮・巴斯宣佈解除總經理米奇庫普切克和兄長吉姆・巴斯的籃球運營總裁職務，改由前湖人球員魔術強森繼任。3月7日，以五年的合約，聘請羅伯・波倫卡出任總經理一職。湖人在2017年NBA选秀再次取得第二順位，選擇來自加州大學洛杉磯分校的朗佐·鮑爾。同時，透過交易德安杰洛·拉塞尔和季莫费·莫兹戈夫到布魯克林籃網，獲得第27順位來自猶他大學的凱爾·庫茲馬以及布魯克·羅裴斯。

### 勒布朗·詹姆斯時期（2018–至今）

#### 2018-2019賽季：詹姆斯加盟
2018年7月9日，湖人以4年1.54億美元和勒布朗·詹姆斯簽下合約。
2019年4月9日，魔術強森宣佈辭去籃球運營總裁職務。4月11日，湖人連續六季未晉級季後賽，選擇和盧克·華頓分道揚鑣。5月13日，宣布法蘭克·沃格爾担任球队新主帥。湖人在2019年NBA選秀取得第四順位。

#### LA雙星連線

##### 2019-2020賽季：安東尼·戴維斯加盟，獲得第17座總冠軍
2019年6月16日，湖人將朗佐·鮑爾、班頓·恩格林、喬許·哈特和三個首輪選秀權交易到紐奧良鵜鶘，換來安東尼·戴維斯，並打造勒布朗·詹姆斯（LeBron James）和安東尼·戴維斯（Anthony Davis）的LA連線時代。
2020年1月26日，已退役的科比·布莱恩特搭乘私人直升機從橘郡飛往洛杉磯參加比賽的途中，和他的二女兒吉安娜、大學棒球教練約翰·阿爾托貝利等共九人，於卡拉巴薩斯郊外山坡墜機遇難而逝世，享年41歲。聯盟和球隊舉辦了一系列致敬與紀念活動，包括將全明星賽最有價值球員獎更名。
3月7日，詹姆斯狂飆37分8籃板7助攻3抄截，成為史上第3位總得分超過34000分球員，僅次於卡里姆·阿卜杜勒-贾巴尔的38387分和卡爾·馬龍的36928分。搭配安東尼·戴維斯的30分9籃板2阻攻，湖人在主場以113比103擊敗聯盟龍頭密爾瓦基公鹿。這一勝到手也讓湖人正式鎖定季後賽席次，這是紫金軍團自2012-13年以來，睽違7年再度拿到季後賽門票。
第一輪碰上與孟菲斯灰熊加賽勝出並由達米安·里拉德帶領的波特蘭拓荒者，詹姆斯和戴維斯的雙人組帶領紫金軍團系列賽4比1順利晉級。
9月13日，詹姆斯繳出29分、11籃板與7次助攻，以119比96，系列賽4比1輕取火箭進軍西區決賽。
此外，這也是湖人睽違10年之後，再度重返西區決賽，前次是2010年時在科比·布莱恩特帶領下達成此里程碑，球隊當時擊敗宿敵塞爾提克完成2連霸。
西區冠軍賽第5戰，詹姆斯狂轟38分16籃板10助攻，完成生涯季後賽第27次大三元，包括第四節獨拿16分，帶領湖人以117比107拿下勝利，西區冠軍賽4勝1敗淘汰金塊，繼2009-10年後再度重返總冠軍賽。
10月12日，在總冠軍賽第6戰擊敗了由吉米·巴特勒帶領的邁阿密熱火，以4-2成功奪冠，隊史第17度登上總冠軍王座，追平波士頓塞爾提克，並列NBA最多冠軍球隊。

##### 2020-2021賽季：不斷侵蝕的傷病，衛冕失利
2021年2月15日，安東尼·戴維斯在與金塊的比賽中提前退場。3月21日，老鷹與湖人之戰中，勒布朗·詹姆斯與對手前鋒所羅門·希爾搶球時，不慎遭壓傷右腳踝，最終提前離場且未能回歸。賽後湖人宣佈，詹姆斯傷勢為高位右踝關節扭傷。3月28日，中鋒安德烈·德拉蒙德和洛杉磯湖人簽約。4月23日，對陣獨行俠的比賽中，安東尼·戴維斯在缺席了67天30場賽事後，回歸比賽。比賽中，戴維斯出場16分鐘，共得4分，4籃板，1助攻，1蓋帽和1搶斷。5月1日，詹姆斯提早回歸，但主場仍不敵國王隊。在其後5月3日的比賽中，他因腳踝痠痛提早下場，仍須接受醫療觀察。
5月19日，NBA附加賽由第八名的金州勇士對上第七名的洛杉磯湖人，勒布朗·詹姆斯拿下大三元，關鍵時刻投進致勝三分球，領軍在下半場逆轉，以103比100勝出，湖人以第七種子之姿挺進季後賽。在季後賽首輪碰上西區第二種子的鳳凰城太陽隊，首戰失利後連下兩城取得2-1領先，但是在第四戰安東尼˙戴維斯受傷後連續三場輸球，遭到淘汰。

#### 三巨頭時期

##### 2021-2022賽季：威少降臨，無緣季後賽
在2021的休賽季，洛杉磯湖人和華盛頓巫師達成一筆大交易，湖人用庫茲馬、哈雷爾及波普，以及2021第1輪22順位選秀籤為籌碼，換取巫師的威斯布魯克、2024第2輪籤和2028第2輪選秀籤。
2022年4月6日，湖人以110：121慘敗給太陽，加上馬刺早前拿下金塊，紫金軍確定無緣附加賽，本季以失敗告終，馬刺則力保西區第10成功獲取門票。此戰詹姆斯因腳踝傷勢仍缺席，僅靠安東尼戴維斯帶傷苦撐，威斯布魯克則發揮不佳，最後仍大輸主將全出陣的太陽，至此湖人確定無緣季後賽，賽前被外界相當看好的湖人三巨頭也將以極度失敗的賽季作結。
湖人例行賽最終成績為33勝49負。2022年4月12日，宣布炒掉法蘭克·沃格爾，6月3日，以四年合約聘請密爾瓦基公鹿防守助教達爾文·哈姆接掌兵符，並於6月23日以第二輪第35順位選擇馬克斯·克里斯蒂。7月1日，湖人簽下達米安·瓊斯、胡安·托斯坎諾-安德森、小特洛伊·布朗及盧尼·沃克四世。

##### 2022-2023賽季：羅素回歸，老七傳奇，重返西決
2023年2月12日，湖人109-103击败勇士。德安吉洛·拉塞尔迎来回归首秀，出战35分钟，投篮12中6，三分球3中1，罚球3中2，贡献15分5篮板6助攻。正負值為12，與八村壘並列全埸最高。
2023年2月16日，湖人120-102轻取鹈鹕。德安吉洛·拉塞尔迎来回归湖人后的主场首秀，拿下21分2篮板7助攻1抢断。
2023年4月10日，湖人128-117轻取爵士，在成功放走發揮不佳的羅素·衛斯特布魯克後，從季初的西區墊底，到正式取得西區附加賽資格，將與明尼蘇達灰狼在西區附加賽交手。並簽下特里斯坦·汤普森及沙克·哈里森。
西區附加賽，湖人主场延長賽108-102險勝灰狼，率先取得西區第七種子，正式重返季後賽，西區第一輪將與第二種子曼斐斯灰熊交手，最終系列賽4：2晉級次輪，成為自2003年NBA首輪改為七場四勝制後第二支第七種子擊敗第二種子的球隊，將碰上衛冕軍金州勇士，最終系列賽4：2晉級西區冠軍賽，對手為第一種子丹佛金塊，最終系列賽0：4遭到橫掃結束球季。

##### 2023-2024賽季：強化陣容，奪首屆NBA季中錦標賽
在2023休賽期，湖人成功續約保留隊中骨桿球員，而且成功羅致普林斯、伍德、瑞迪許等實力球員増加陣容深度，致此再度衝擊總冠軍。
在2023年NBA季中錦標賽，在西區小組賽A組以四戰全勝，晉級淘汰賽；在西區淘汰賽中，先後戰勝鳳凰城太陽、紐奧良鵜鶘，強勢晉級冠軍賽；在冠軍賽以123-109戰勝印第安納溜馬，最終獲得首屆NBA季中錦標賽總冠軍，MVP由雷霸龍·詹姆士奪得。
湖人例行賽最終成績為47勝35負，排名為西區第八，進入附加賽；在西區附加賽中，以110-106險勝紐奧良鵜鶘，連續二年以西區第七種子，晉級季後賽；季後賽首輪以1：4不敵西區第二種子丹佛金塊，無緣次輪；但對湖人來說，這次系列賽是他們在季後賽七場四勝賽制系列賽第十次面對0比3絕對劣勢，此前9次他們在第四戰也輸掉，這次終於扳回一場。

### 盧卡·唐西奇時期（2025–至今）

##### 2024-2025赛季：上演父子同台，赛季中大交易，季後賽爆冷出局
在2024年NBA选秀中，在第1輪第17順位選進大齡射手道爾頓·克內克特，再以第2輪55順位選進勒布朗·詹姆斯的大兒子布朗尼·詹姆斯上演父子同台的戲碼。
湖人在常规赛交易截止日前发生大交易，在与独行侠和犹他爵士的三方交易中，送出安东尼·戴维斯，马克斯·克里斯蒂，席菲诺和2029年首轮签，得到卢卡·东契奇，克勒贝尔和马基夫·莫里斯。在这次交易后湖人实力得到强化。
湖人例行賽最終成績為50勝32負，以西岸聯盟第三的名次再度進入季後賽。然而，比賽出乎所有人的意料，湖人以1:4不敵第六種子明尼蘇達灰狼（兩者僅有一場勝差），連續兩年無緣次輪。是繼2011年第二輪遭達拉斯獨行俠以直落4橫掃後最慘痛的失利。

## 籃球名人堂
- 33 卡里姆·阿卜杜勒·贾巴尔
- 22 埃尔金·贝勒
- 13 威尔特·张伯伦
- 25 盖尔·古德里奇
- 12 弗拉德·迪瓦茨
- 42 科尼·霍金斯
- 32 埃尔文·约翰逊
- 34 克莱德·洛夫莱特
- 22 史雷特·马丁
- 11 鲍勃·麦卡杜
- 99 乔治·迈肯
- 19 温·麦克森
- 17 吉姆·波拉德
- 42 詹姆斯·沃西
- 34 俠客·歐尼爾
- 44 杰里·韦斯特
- 8 柯比·布萊恩
- 24 柯比·布萊恩
- 10 史蒂夫·纳什
- 16 保羅·蓋索
- 21 迈克尔·库珀
- 教练 约翰·庫達爾
- 教练 比尔·夏曼
- 教练 帕特·萊利
- 教练 菲尔·杰克逊
- 教練 泰克斯·溫特
- 教練 鲁迪·汤姆贾诺维奇

## 退休球衣號碼
| 洛杉矶湖人 退役球衣号码球员 |                        |        |                        |
| 背號                        | 球员                   | 位置   | 時間                   |
| 8                           | 科比·布萊恩            | 後衛   | 1996－2006             |
| 13                          | 威尔特·张伯伦          | 前鋒   | 1968－1973             |
| 16                          | 保羅·蓋索              | 前鋒   | 2008－2014             |
| 21                          | 迈克尔·库珀            | 後衛   | 1978－1990             |
| 22                          | 埃尔金·贝勒            | 前鋒   | 1958－1971             |
| 24                          | 科比·布萊恩            | 後衛   | 2006－2016             |
| 25                          | 盖尔·古德里奇          | 後衛   | 1965－1968，1970－1976 |
| 32                          | 魔術強森               | 後衛   | 1979－1991，1996       |
| 33                          | 卡里姆·阿卜杜勒·贾巴尔 | 中鋒   | 1975－1989             |
| 34                          | 俠客·歐尼爾            | 中鋒   | 1996－2004             |
| 42                          | 詹姆斯·沃西            | 前鋒   | 1982－1994             |
| 44                          | 杰里·韦斯特            | 後衛   | 1960－1974             |
| 52                          | 贾马尔·威尔克斯        | 前锋   | 1977－1985             |
| 解说员                      | 奇克·赫恩              | 解说员 | 1961－2002             |

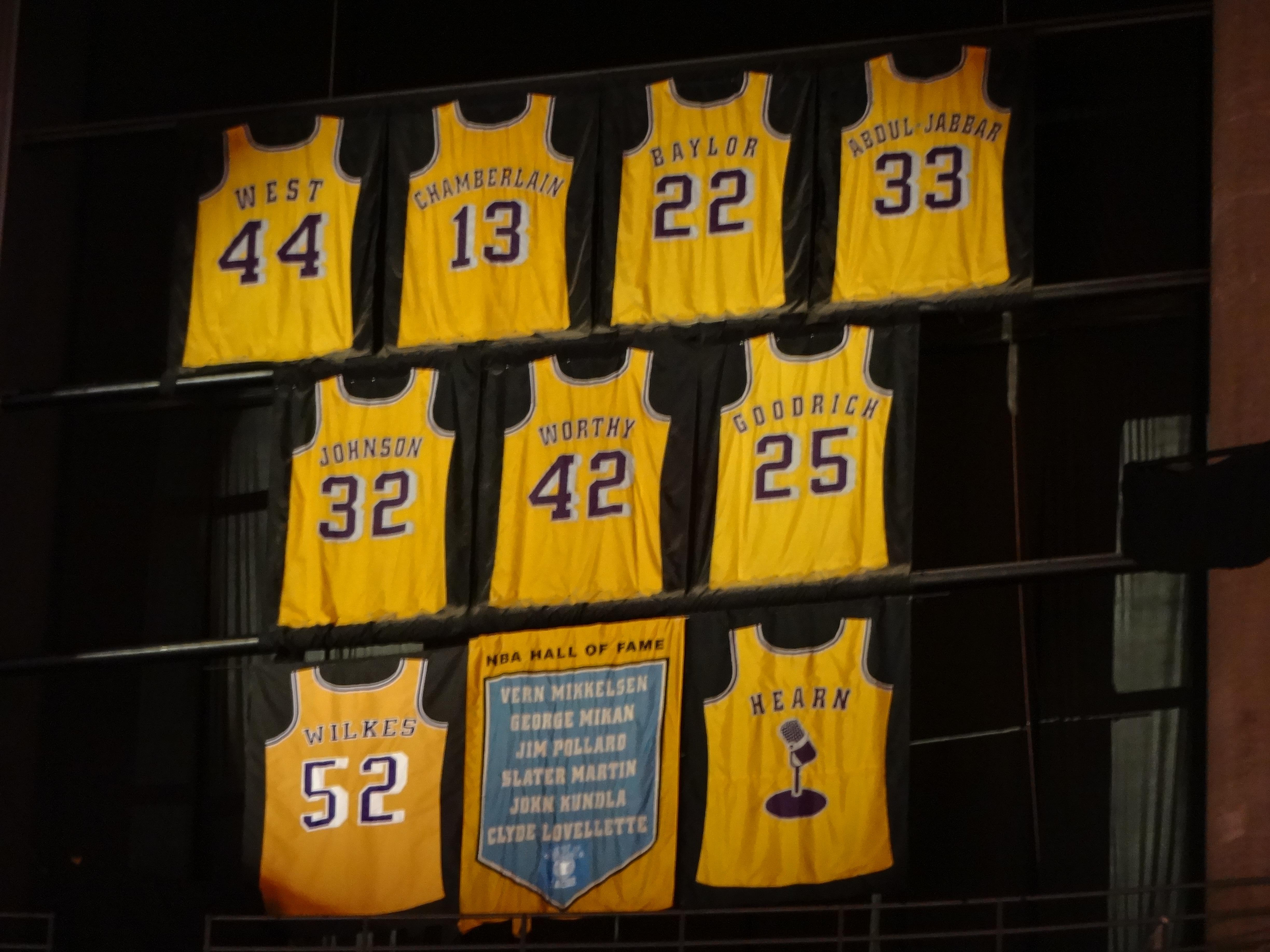
2013年，湖人隊的退役球衣掛在加密貨幣網體育館球館內

- NBA於2022年8月11日為所有球隊退休了比爾·拉塞爾的6號球衣[64][65]。

荣誉的明尼阿波利斯湖人队：在退休球衣旁边，湖人队还挂有一块绣有在明尼阿波利斯的辉煌时期时的六位名人堂球员姓名及号码的锦旗，包括如下球员：

| 榮譽的明尼亞波利斯湖人 球衣號碼球員 | 榮譽的明尼亞波利斯湖人 球衣號碼球員 | 榮譽的明尼亞波利斯湖人 球衣號碼球員 | 榮譽的明尼亞波利斯湖人 球衣號碼球員 | 榮譽的明尼亞波利斯湖人 球衣號碼球員 |
| 背號                                | 球员                                | 位置                                | 時間                                |                                     |
| ----------------------------------- | ----------------------------------- | ----------------------------------- | ----------------------------------- | ----------------------------------- |
| 17                                  | 吉姆·波拉德                         | 前鋒                                | 1948–1955                           |                                     |
| 19                                  | 沃恩·米克爾森                       | 前鋒                                | 1949–1959                           |                                     |
| 22                                  | 史雷特·马丁                         | 後衛                                | 1949–1956                           |                                     |
| 34                                  | 克莱德·拉福莱特                     | 前鋒/中鋒                           | 1953–1957                           |                                     |
| 99                                  | 乔治·迈肯                           | 中鋒                                | 1948–1954 1955–1956                 |                                     |
| 约翰·庫達爾                         | 约翰·庫達爾                         | 教練                                | 1948–1957 1958–1959                 |                                     |

## 總教練
- 约翰·庫達爾—第一位主教练，1948-58年及1959年间执教；带领球队获得1949年BAA（NBA前身之一）总冠军； 1950年和1952-54年的NBA总冠军；1951和1959年西部联盟冠军。执教记录：常规赛423胜302负，季后赛60胜35负。
- 弗雷德·斯卡斯—1960-67年间执教；1962、63、65、66年西部联盟冠军。执教记录：常规赛315胜245负，季后赛33胜38负。
- 巴奇·范布雷德·考尔夫—1967-69年间执教；1969年西部联盟冠军。执教记录：常规赛107胜57负，季后赛21胜12负。
- 乔·穆兰尼—1969-71年间执教；1971年太平洋赛区冠军。执教记录：常规赛94胜70负，季后赛16胜14负。
- 比尔·沙尔曼—1971-76年间执教；1972年NBA总冠军、1973年西部联盟冠军及1974年太平洋赛区冠军。执教记录：常规赛246胜164负，季后赛22胜15负。
- 保罗·韦斯特海德—1979-81年间执教；1980年NBA总冠军。执教记录：常规赛111胜50负，季后赛13胜6负。
- 帕特·莱利—1981-90年间执教；1982、1985、1987、1988年NBA总冠军；1983、84、89年西部联盟冠军；1986 及1990年太平洋赛区冠军；执教记录：常规赛613胜194负，季后赛102胜47负。
- 麦克·邓利维—1990-92年间执教；执教记录：常规赛101胜63负，1991年西部联盟冠军；季后赛13胜10负。
- 兰迪·鲍福德—1992-94年间执教；执教记录：常规赛66胜80负，季后赛2胜3负。
- 德尔·哈里斯—1994–99年间执教；1998年太平洋联盟冠军；执教记录：常规赛224胜116负，季后赛17-19负。
- 鲁迪·汤姆贾诺维奇—2004-05年间执教；执教记录：24胜19负。
- 菲尔·杰克逊—1999-2004年以及2005年至2011年；2000、01、02、09、10年NBA总冠军和2004、2008年西部联盟冠军；执教记录：常规赛496胜242负，季后赛98胜50负。
- 迈克·布朗—2012年执教记录：常规赛42胜29负，季后赛5胜7负。
- 迈克·德安东尼—2012年-2014年执教记录：常规赛67胜87负，季后赛0胜4负。
- 拜伦·斯科特—2014年-2016年：执教记录：常规赛37胜126负
- 卢克·沃顿—2016年-2019年：常规赛98胜148负
- 法蘭克·沃格爾—2019年-2022年：常规赛127胜98负，季后赛18胜9负，2020年NBA总冠军
- 達爾文·哈姆—2022年-2024年：常规赛90胜74负，季后赛9胜12负
- J·J·雷迪克—2024年-至今：常规赛50胜32负，季后赛1胜4负

## 外部連結
- 官方網站 （页面存档备份，存于）（英文）